# Chrysopa beccarii
Chrysopa beccarii is een insect uit de familie van de gaasvliegen (Chrysopidae), die tot de orde netvleugeligen (Neuroptera) behoort. 
Chrysopa beccarii is voor het eerst wetenschappelijk beschreven door Navás in 1929.